# 龙城镇 (和龙市)
龙城镇，是中华人民共和国吉林省延边朝鲜族自治州和龙市下辖的一个乡镇级行政单位。

## 行政区划
龙城镇下辖以下地区：
永安社区、牛心村、太平村、泉水村、和南村、合新村、新元村、清湖村、黎明村、白里村、青山村、富兴村、东南村、兴西村、兴隆村、工农村、大城村、土山村、官地村、水南村、五明村、和兴村、源河村和龙新村。